# کورین ردگریو
 کورین ردگریو (انگلیسی: Corin Redgrave؛ ۱۶ ژوئیهٔ ۱۹۳۹ – ۶ آوریل ۲۰۱۰) یک هنرپیشه اهل بریتانیا بود. وی بین سال‌های ۱۹۶۴ تا ۲۰۰۹ میلادی فعالیت می‌کرد.
از فیلم‌ها یا برنامه‌های تلویزیونی که وی در آن نقش داشته است، می‌توان به مردی برای تمام فصول، به نام پدر، دزدی‌بانک، چهار عروسی و یک تشییع جنازه، محاکمه و مجازات، برای کشتن یک پادشاه، هشت زنگ به صدا در می‌آیند و تعطیلات اشاره کرد.